# Vladimir Romanov
Vladímir Nikoláievich Románov (en ruso, Влади́мир Никола́евич Рома́нов), también conocido como Vladimiras Romanovas (Tver, 15 de junio de 1947) es un banquero y empresario lituano de origen ruso. 
A través de la sociedad de inversión UBIG Investments se convirtió en una de las mayores fortunas de los países bálticos, valorada en más de 250 millones de libras. Fue máximo accionista del banco lituano Ūkio y propietario de distintos clubes deportivos, entre ellos el Žalgiris Kaunas de baloncesto y el Heart of Midlothian de la Primera División de fútbol de Escocia. En 2013, el Ūkio bankas declaró la quiebra y tuvo que ser intervenido por el gobierno lituano, que reclama la extradición de Románov para juzgarlo por presuntos delitos de apropiación indebida y malversación.

## Biografía
Románov nació en Tver (RSFS de Rusia, Unión Soviética) en 1947. Cuando tenía nueve años la familia se mudó a Lituania, donde ha vivido desde entonces. Su padre fue un militar del Ejército Rojo que luchó en la Batalla de Berlín. Cuando éste falleció, Románov empezó a trabajar a los 16 años. Al mismo tiempo que conducía un taxi, se dedicaba a vender música occidental en el mercado negro. Después cumplió servicio en el ejército soviético durante seis años, sirviendo en el submarino K-19.
Cuando dejó el ejército, se dedicó a invertir todo lo ganado en el sector inmobiliario de Kaunas y en montar una pequeña industria manufacturera gracias a su condición de militar. Y tras la independencia de Lituania, fue adquiriendo participaciones en las empresas estatales que estaban siendo privatizadas, convirtiéndose en una de las mayores fortunas del país. En 1991, fue uno de los fundadores del primer banco privado de Lituania, el Ūkio bankas, del que era máximo accionista. En 1998, creó una sociedad de inversión, el Ūkio Banko Investicinė Grupė (UBIG Investments), con la que amplió sus negocios a otros países de la extinta Unión Soviética como Bielorrusia, Ucrania, Tayikistán e incluso Rusia. Su fortuna en esa época llegó a estimarse en más de 250 millones de libras.
Se dio a conocer a nivel internacional con inversiones en el deporte profesional. A finales de la década de 1990, asumió la propiedad del FBK Kaunas, un club de fútbol lituano que fue campeón de Primera División durante ocho temporadas. Gracias a esa experiencia amplió sus inversiones al MTZ-RIPO de Minsk (Bielorrusia) y desde 2004 en el Heart of Midlothian de la Premier League de Escocia, donde impuso como presidente a su hijo Román Románov. Bajo su plan, el Hearts se convirtió en un club cantera por el que los mejores futbolistas lituanos, con contrato en Kaunas, eran cedidos y después traspasados a ligas superiores. En 2009, confirmó también la compra del Žalgiris Kaunas, el club de baloncesto más importante del país y campeón de la Euroliga.
Románov se convirtió en una personalidad muy controvertida por sus inversiones, sus declaraciones a la prensa y sus enfrentamientos con los organismos reguladores de cualquier negocio en el que participaba. Trató incluso de presentarse a la presidencia de la República de Lituania en 2009, algo que no le estaba permitido porque, según la Constitución, sólo pueden presentarse ciudadanos nacidos en Lituania.
Los negocios de Románov se vieron afectados por la crisis financiera de 2008, cuando la calificación crediticia del Ūkio bankas pasó a ser considerada «bono basura». En 2009, enfrentado con la Federación Lituana de Fútbol, retiró al FBK Kaunas de la Primera División lituana, en lo que años más tarde supuso su desaparición. También tuvo problemas con la afición del Žalgiris Kaunas, descontentos por el despido de varios entrenadores, y del Heart of Midlothian escocés, que en 2013 entró en bancarrota con una deuda superior a los 25 millones de libras esterlinas. En enero de 2013 tuvo que vender el Žalgiris a un consorcio de jugadores veteranos.
El 28 de febrero de 2013, se confirmó la quiebra del Ūkio bankas, después de que una inspección independiente reportara graves fallos en su gestión. La entidad tuvo que ser disuelta y sus activos se traspasaron al banco Šiaulių. El gobierno de Lituania acusó a Vladímir Románov de apropiación indebida y de haber malversado más de 50 millones de litas lituanas (15 millones de euros). Sin embargo, Románov huyó del país para evitar el juicio y se estableció en Rusia, su país de origen, donde al ser ciudadano nacional complicaría una posible extradición.